# كبرة الحويف (ساة)
'

تعديل مصدري - تعديل

كبرة الحويف هي إحدى قرى عزلة ساه بمديرية ساة التابعة لمحافظة حضرموت، بلغ تعداد سكانها 21 نسمة حسب تعداد اليمن لعام 2004.